# L'amore criminale
L'amore criminale (Unforgettable) è un film del 2017 diretto da Denise Di Novi.
Pellicola thriller con la regista debuttante Di Novi anche coproduttrice, avente come protagoniste Katherine Heigl e Rosario Dawson.

## Trama
Tessa non riesce ad accettare la fine del suo matrimonio con David, il quale si è felicemente fidanzato con Julia. Quest'ultima, che intanto cerca di abituarsi al suo nuovo ruolo di moglie e matrigna, è convinta di aver trovato finalmente l'uomo dei suoi sogni che potrà aiutarla a mettersi alle spalle il proprio passato travagliato. La gelosia di Tessa prende però una svolta patologica e la donna non si fermerà di fronte a nulla finché non avrà trasformato il sogno di Julia nel peggiore degli incubi.

## Distribuzione
Il film è stato distribuito nelle sale statunitensi il 21 aprile 2017 e in quelle italiane il 27 dello stesso mese.